# Juazeiro do Norte
Juazeiro do Norte, amtlich portugiesisch Município de Juazeiro do Norte, ist eine brasilianische Großstadt im trockenen Sertão im Bundesstaat Ceará. Sie ist die zweitgrößte Stadt im Bundesstaat und lebt insbesondere vom Handel. Sie ist wegen ihrer Lage im Geopark Araripe bekannt und liegt in der Metropolregion Cariri. Die Bevölkerungszahl wurde 2021 auf 278.264 Einwohner geschätzt, die Juazeirenser (juazeirenses) genannt werden und auf einer Gemeindefläche von rund 258,8 km² leben.

## Toponymie
Juazeiro ist ein Mischwort aus den Tupí-Sprachen und Portugiesisch. Es bezeichnet ein Kreuzdorngewächs (Ziziphus joazeiro), etymologisch aus îuá stammend.

## Geographie
Juazeiro liegt 491 km Wegstrecke südlich von Fortaleza, der Hauptstadt des Bundesstaates. Die Höhenangaben der Gemeinde liegen zwischen 377 und 432 Metern über Normalnull. Umliegende Orte sind Barbalha, Caririaçu, Crato und Missão Velha.
Das Biom ist vorwiegend Caatinga.

## Klima
Die Stadt hat tropisches Klima, Aw nach der Klimaklassifikation nach Köppen und Geiger. Die Durchschnittstemperatur ist 25,2 °C. Die durchschnittliche Niederschlagsmenge liegt bei 1133 mm im Jahr.
|                   | Jan  | Feb  | Mär  | Apr  | Mai  | Jun  | Jul  | Aug  | Sep  | Okt  | Nov  | Dez  |   |      |
| Temperatur (°C)   | 26,2 | 25,5 | 25,0 | 24,5 | 23,9 | 23,6 | 23,7 | 24,6 | 25,8 | 26,5 | 26,8 | 26,4 | Ø | 25,2 |
| Niederschlag (mm) | 180  | 220  | 252  | 201  | 62   | 30   | 12   | 7    | 6    | 27   | 45   | 91   | Σ | 1133 |

## Geschichte
1827 hatte Padre Pedro Ribeiro de Carvalho die Kapelle Tabuleiro Grande an der sogenannten Königsstraße (estrada real) errichtet, rechtsseitig gelegen am Rio Batateira zwischen den Orten Crato und Missão Velha. Das Gebiet gehörte zu Crato. Am 30. Juli 1858 wurde in Crato der Distrito de Núcleo de Juazeiro errichtet. Der Status eines Vila wurde durch das Staatsgesetz 1.028 vom 2. Juli 1911 vergeben mit Selbstverwaltungsrecht und Ausgliederung aus Crato. Neben dem Distrito de Juazeiro wurde 1911 auch der Distrito de Horto geschaffen.
Bedeutend für die Stadt war der Priester Padre Cícero (1844–1934), der hier seine Aktivitäten entfaltete und letztlich für die Unabhängigkeit sorgte. Ihm zu Ehren gibt es jedes Jahr im November eine gut besuchte Wallfahrt, auch bewirkt durch ein angebliches Hostienwunder, als die Nonne Maria de Araújo 1889 bei Messen von Padre Cícero wiederholt eine Hostie in ihrem Mund zu Blut verwandelte. Die Volksgläubigkeit schuf aus einem kleinen Dorf einen Anziehungspunkt mit nationaler Dimension, der sich auf die wirtschaftliche Entwicklung der Gemeinde positiv auswirkte.

## Kommunalpolitik
Bei der Kommunalwahl in Brasilien 2016 wurde der ehemalige Bundesabgeordnete Arnon Bezerra des Partido Trabalhista Brasileiro (PTB) zum Stadtpräfekten für die Amtszeit von 2017 bis 2020 gewählt. Er wurde bei der Kommunalwahl 2020 für die Amtszeit von 2021 bis 2024 durch Glêdson Lima Bezerra von den Podemos abgelöst.
Die Legislative liegt bei einem Stadtrat (Câmara Municipal) aus 22 gewählten Stadtverordneten (vereadores).

## Bevölkerungsentwicklung
| Jahr | Einwohner | Stadt   | Land  |
| --- | --------- | ------- | ----- |
| 1991 | 173.566   | 164.922 | 8.644 |
| 2000 | 212.133   | 202.227 | 9.906 |
| 2010 | 249.939   | 240.128 | 9.811 |
| 2021 | 278.264   | ?       | ?     |
| Hier fehlt eine Grafik, die leider im Moment aus technischen Gründen nicht angezeigt werden kann. Wir arbeiten daran! |           |         |       |

Quelle:

## Ethnische Zusammensetzung
| Gruppe      | Anteil 2000       | Anteil 2010         | Anmerkung                        |
| ----------- | ----------------- | ------------------- | -------------------------------- |
| Pardos      | 123.758 (58,34 %) | ▲ 151.975 (60,80 %) | Mischrassige, Mulatten, Mestizen |
| Pretos      | 8.449 (3,98 %)    | ▲ 12.602 (5,04 %)   | Schwarze                         |
| Brancos     | 77.894 (36,72 %)  | ▲ 82.401 (32,97 %)  | Weiße, Nachfahren von Europäern  |
| Amarelos    | 277 (0,13 %)      | ▲ 2.754 (1,10 %)    | Asiaten                          |
| Indígenas   | 705 (0,33 %)      | ▼ 207 (0,08 %)      | indigene Bevölkerung             |
| ohne Angabe | 1.051             | –                   |                                  |

Quelle: SIDRA-Datenbankabfrage

## Wirtschafts- und Sozialdaten
Das monatliche Durchschnittseinkommen lag 2018 bei dem Faktor 1,8 des Minimallohnes von Real R$ 880,00 (Umrechnung August 2020: rund 228 €).
Das jährliche Bruttosozialprodukt pro Kopf 2017 lag bei rund 16.375 R$.
| 1991            | 2000            | 2010           |
| --------------- | --------------- | -------------- |
| 0,419 (niedrig) | 0,544 (niedrig) | 0,694 (mittel) |

## Verkehr
Im Flugverkehr wird die Gemeinde durch den Flughafen Juazeiro do Norte bedient, dieser Aeroporto de Juazeiro do Norte oder Aeroporto Regional do  Cariri wird auch  Aeroporto Orlando Bezerra de Menezes genannt und hat die Flughafencodes IATA: JDO und ICAO: SBJU.
Die Straßenanbindung erfolgt über die Staatsstraße CE-292.
Am 1. Dezember 2009 eröffnete die Metrô do Cariri (VLT do Cariri), eine Stadtbahn der Bahngesellschaft Metrofor, die Juazeiro do Norte mit Crato verbindet.

## Sport
Juazeiro hat vier professionelle Fußballvereine: ADRC Icasa, Guarani de Juazeiro, Juazeiro EE und den Campo Grande. Das Duell zwischen den beiden Hauptmannschaften der Stadt ist in Ceará als Derby Juazeirense bekannt und der größte Klassiker im Landesinneren. Das städtische Stadion ist das Estádio Mauro Sampaio, kurz als das Romeirão bekannt.